# Никола Моро
Никола Моро (хорв. Nikola Moro; 12 березня 1998 року, Солін, Хорватія) — хорватський футболіст, опорний півзахисник національної збірної Хорватії і московського «Динамо». На правах оренди грає за італійську «Болонью».

## Клубна кар'єра
Вихованець загребського «Динамо». З сезону 2015/16 залучався до тренувань з основним складом, з сезону 2016/2017 — гравець основного складу. 14 травня 2016 року дебютував у хорватському чемпіонаті в поєдинку проти «Локомотиви», вийшовши на поле в стартовому складі і провівши весь матч. 25 квітня 2017 року забив перший гол у кар'єрі, у ворота «Славена Белупо».
17 квітня 2020 року перейшов до московського «Динамо», з яким уклав п'ятирічний контракт.
29 серпня 2022 року на умовах оренди з правом викупу перебрався до італійської «Болоньї».

## Збірна
Основний гравець юнацьких збірних Хорватії. Брав участь у відбіркових раундах до юнацьких чемпіонатів Європи. Учасник чемпіонату Європи 2015 року серед юнаків до 17 років, гравець основного складу. Разом зі збірною вийшов у плей-оф турніру. Капітан команди та автор переможного голу у стиковому матчі за право участі в чемпіонаті світу серед юнаків. Учасник чемпіонату світу 2015 року серед юнаків до 17 років.
З 2017 року став виступати за молодіжну збірну Хорватії, а навесні 2022 року дебютував в офіційних іграх за національну збірну.

## Статистика виступів

### Статистика клубних виступів
Станом на 4 вересня 2022
| Сезон                          | Команда                        | Чемпіонат                      | Чемпіонат | Чемпіонат | Національний кубок | Національний кубок | Національний кубок | Континентальні кубки | Континентальні кубки | Континентальні кубки | Інші змагання | Інші змагання | Інші змагання | Усього | Усього |
| Сезон                          | Команда                        | Ліга                           | Ігор      | Голів     | Ліга               | Ігор               | Голів              | Ліга                 | Ігор                 | Голів                | Ліга          | Ігор          | Голів         | Ігор   | Голів  |
| ------------------------------ | ------------------------------ | ------------------------------ | --------- | --------- | ------------------ | ------------------ | ------------------ | -------------------- | -------------------- | -------------------- | ------------- | ------------- | ------------- | ------ | ------ |
| 2015–16                        | «Динамо II» (Загреб)           | 2.HNL                          | 12        | 0         | -                  | -                  | -                  | -                    | -                    | -                    | -             | -             | -             | 12     | 0      |
| 2015–16                        | «Динамо» (Загреб)              | 1.HNL                          | 1         | 0         | КХ                 | 1                  | 0                  | ЛЧ                   | -                    | -                    | -             | -             | -             | 2      | 0      |
| 2016–17                        | «Динамо II» (Загреб)           | 2.HNL                          | 13        | 5         | -                  | -                  | -                  | -                    | -                    | -                    | -             | -             | -             | 13     | 5      |
| 2016–17                        | «Динамо» (Загреб)              | 1.HNL                          | 15        | 1         | КХ                 | 2                  | 0                  | ЛЧ                   | 1                    | 0                    | -             | -             | -             | 18     | 1      |
| 2017–18                        | «Динамо» (Загреб)              | 1.HNL                          | 24        | 4         | КХ                 | 2                  | 0                  | ЛЄ                   | 4                    | 0                    | -             | -             | -             | 30     | 4      |
| 2018–19                        | «Динамо» (Загреб)              | 1.HNL                          | 19        | 3         | КХ                 | 1                  | 0                  | ЛЄ                   | 4                    | 0                    | -             | -             | -             | 24     | 3      |
| 2018–19                        | «Динамо II» (Загреб)           | 2.HNL                          | 5         | 2         | -                  | -                  | -                  | -                    | -                    | -                    | -             | -             | -             | 5      | 2      |
| Усього за «Динамо II» (Загреб) | Усього за «Динамо II» (Загреб) | Усього за «Динамо II» (Загреб) | 30        | 7         |                    | -                  | -                  |                      | -                    | -                    |               | -             | -             | 30     | 7      |
| 2019–20                        | «Динамо» (Загреб)              | 1.HNL                          | 28        | 2         | КХ                 | 3                  | 0                  | ЛЧ                   | 9                    | 0                    | СКХ           | 1             | 0             | 41     | 2      |
| Усього за «Динамо» (Загреб)    | Усього за «Динамо» (Загреб)    | Усього за «Динамо» (Загреб)    | 87        | 10        |                    | 9                  | 0                  |                      | 18                   | 0                    |               | 1             | 0             | 115    | 10     |
| 2020–21                        | «Динамо» (Москва)              | ПЛ                             | 24        | 3         | КР                 | 2                  | 0                  | ЛЄ                   | -                    | -                    | -             | -             | -             | 26     | 3      |
| 2021–22                        | «Динамо» (Москва)              | ПЛ                             | 28        | 1         | КР                 | 6                  | 1                  | -                    | -                    | -                    | -             | -             | -             | 34     | 2      |
| лип.-серп. 2022                | «Динамо» (Москва)              | ПЛ                             | 6         | 0         | КР                 | -                  | -                  | -                    | -                    | -                    | -             | -             | -             | 6      | 0      |
| Усього за «Динамо» (Москва)    | Усього за «Динамо» (Москва)    | Усього за «Динамо» (Москва)    | 58        | 4         |                    | 8                  | 1                  |                      | -                    | -                    |               | -             | -             | 66     | 5      |
| серп. 2022–23                  | «Болонья»                      | A                              | 1         | 0         | КІ                 | -                  | -                  | -                    | -                    | -                    | -             | -             | -             | 1      | 0      |
| Усього за кар'єру              | Усього за кар'єру              | Усього за кар'єру              | 177       | 21        |                    | 17                 | 1                  |                      | 18                   | 0                    |               | 1             | 0             | 213    | 22     |

### Статистика виступів за збірну
Станом на 4 вересня 2022
| Дата      | Місто | Господарі | Результат | Гості    | Турнір           | Голи | Примітки |
| --------- | ----- | --------- | --------- | -------- | ---------------- | ---- | -------- |
| 29-3-2022 | Доха  | Хорватія  | 2 – 1     | Болгарія | товариський матч | -    | 46'      |
| Усього    |       | Матчів    | 1         |          | Голів            | 0    |          |

## Досягнення
- Чемпіон Хорватії (4):

«Динамо»: 2015/16, 2017/18, 2018/19, 2019/20
- Володар Кубка Хорватії (3):

«Динамо»: 2015/16, 2016/17, 2017/18
- Володар Суперкубка Хорватії (1):

«Динамо»: 2019
- Володар Кубка Італії (1):

«Болонья»: 2024/25